# پاتی مالوماندسوکو
پاتی مالوماندسوکو (انگلیسی: Pathy Malumandsoko؛ زادهٔ ۱۱ مهٔ ۲۰۰۰) بازیکن فوتبال اهل فرانسه است.